# Квинт Цецилије Метел Пиј Сципион Насика
Квинт Цецилије Метел Пиј Сципион Насика (око 100/98. п. н. е. – 46. п. н. е.), познат и као Метел Сципион, био је римски војсковођа и политичар, познат као један од вођа оптимата и команданата анти-цезаровске војске у грађанском рату. Познат је и као „последњи Сципион”.

## Биографија
Метел Сципион се родио у угледној патрицијској породици под именом Публије Корнелије Сципион Насика, односно као син конзула Публија Корнелија Сципиона Насике Серапиона и Лициније Красе, кћери конзула Луција Лицинија Краса. Године 80. п. н. е. га је преко тестамента постхумно усвојио понтифекс максимус Квинт Цецилије Метел Пиј и отада је Метел Сципион почео носити име по коме га познаје историја.
Метел Сципион се верио за Емилију Лепиду, кћер конзула Мамерка Емилија Лепида Ливијана, али је одустао од веридбе. Млади Катон, који дотада није имао искуства са женама, се тада заинтересовао за Емилију, али се у последњем тренутку предомислио. Разочарани Катон је постао Метелов непријатељ, али су њих двојица касније сарађивали из идеолошких разлога.
Метел је с Емилијом имао два сина - од којих је један умро у младости - и кћер Корнелију Метелу, познату као последњу супругу Помпеја Великог.
Политичка каријера му је започела 59. п. н. е. када је, користећи усвајање, наведен као плебејски трибун. Године 57. п. н. е. је био курулски едил, а године 55. п. н. е. претор. Тада се истицао као један од вођа оптиматске опозиције Првом тријумвирату. Смрт Краса у бици код Каре је довела до распада Тријумвирата и приближавања Помпеја оптиматима, тако да је године 52. п. н. е. Метел постао конзул и Помпејев колега.
У јануару 49. године п. н. е. управо је на његов предлог Сенат послао ултиматум Цезару који је избијање грађанског рата учинио неизбежним. Непосредно након тога је послат у Сирију као проконзул. Тада је угушио јеврејску побуну и погубио јудејског принца Александра. Потом је с трупама из Азије дошао у помоћ Помпеју у Грчку, али је године 48. п. н. е. заједно с њим поражен у бици код Фарсала.
Сципион се заједно са Катоном склонио у Африку где је сменио Ација Вара, дотада успешног команданта помпејских снага. Године 46. п. н. е. Цезар га је поразио у бици код Тапса. Када се испоставило да неће успети побећи у Хиспанију, пробо се мачем и на самрти, упитан од војника што се догодило, изрекао знамените речи Imperator se bene habet (Све је у реду са вашим командантом). Његов чин је у антици слављен као пример достојанственог прихватања пораза.